# Chafed Elbows
Chafed Elbows é um filme underground americano de 1966, dirigido por Robert Downey, Sr..
Uma paródia em quadrinhos, feita por US$ 12.000, Chafed Elbows foi um sucesso comercial que levantou a bandeira do cinema underground e elevou a boa causa de mau gosto. Downey filmou a maior parte do filme com uma câmara fotográfica de 35mm e teve o filme processado na Walgreens. Estas imagens foram animadas ao lado de algumas cenas live-action e quase todos os diálogos causaram efeito bastante hilário. Uma comédia genial com uma rara sensibilidade visual, quadrinhos e brincadeiras de má atitude insolente.
Todos os 13 dos papéis femininos foram interpretados por Elsie Downey, esposa de Robert Downey, e o papel principal masculino por George Morgan.

## Sinopse
Hapless Walter Dinsmore sofre um colapso na Feira Mundial de 1954, tem um caso de amor com sua mãe, e lembra-se de sua operação de histerectomia, como um policial, é vendido como uma obra de arte viva, vai para o céu, e se torna cantor de uma banda de rock, mas não necessariamente nessa ordem.[carece de fontes?]